# Hollólomnic
Hollólomnic (szlovákul Holumnica, németül Hollomnitz) község Szlovákiában, az Eperjesi kerület Késmárki járásában.

## Fekvése
Ólublótól 14 km-re délnyugatra, Podolintól 3 km-re délre, a Poprád jobb oldalán, a Hollólomnici-patak völgyében fekszik.

## Nevének eredete
Neve a szláv lom (= irtás) főnévből származik és eredetileg a patakra vonatkozott.

## Története
1256-ban „Lampnitza” néven említik először. A falu a 13. században már létezett, több tulajdonosa is volt, földművesek, vászonszövők, zsindelykészítők lakták. 1329-ben „Noglumnicha”, 1361-ben „Magna Lomnitz” néven említik. A falu felső végén állt a 15. század végén épített gótikus-reneszánsz vára, melynek maradványai még láthatók. Birtokosai a Berzeviczy, Újházy és Görgey családok voltak. 1600-ban 31 ház állt a településen. A várat a 17. századig lakták, amikor is birtokosai a falu közepén kastélyt építtettek maguknak, a várat pedig sorsára hagyták. A falunak 1787-ben 104 háza és 731 lakosa volt.
A 18. század végén Vályi András így ír róla: „HOLOMNICZ. vvgy Polumnitz. Tót falu Szepes Várm. lakosai katolikusok, fekszik Készmárkhoz 1 2/4 mértföldnyire, határjának fele jó gabonát terem, azon kivűl legelője, és fája is elég van, piatza sem meszsze.”
1828-ban 119 házában 866 lakos élt. Lakói mezőgazdasággal, fuvarozással foglalkoztak. A trianoni diktátumig Szepes vármegye Késmárki járásához tartozott.
1945 után német lakosságát kitelepítették, helyükre szlovákokat költöztettek. Lakói később Késmárk és Poprád üzemeiben dolgoztak.

## Népessége
| Év:            | 1994. | 2004.    | 2014.   | 2024.   |
| -------------- | ----- | -------- | ------- | ------- |
| Emberek száma: | 727   | 812      | 874     | 930     |
| Eltérés:       |       | +11,69 % | +7,63 % | +6,40 % |

| Év:            | 2023. | 2024.   |
| -------------- | ----- | ------- |
| Emberek száma: | 935   | 930     |
| Eltérés:       |       | -0,53 % |

1910-ben 535, túlnyomórészt német lakosa volt.
2011-ben 872 lakosából 622 szlovák és 165 cigány.

## Nevezetességei
- A 15. századi vár falai emeletnyi magasságban állnak.
- Alexandriai Szent Katalinnak szentelt, római katolikus plébániatemploma a gótikus templom 19. századi átépítésével nyerte el mai formáját.
- Evangélikus temploma 1796–97-ben épült, német hívei 1945-ben elmenekültek az orosz csapatok elől.